# Grzegorz Ryś
Mons. Grzegorz Wojciech Ryś (* 9. února 1964, Krakov) je polský katolický biskup, který je od roku 2017 metropolitním arcibiskupem lodžským a kardinálem.

## Život
Po studiích v krakovském semináři byl v roce 1988 vysvěcen na kněze pro krakovskou diecézi. Pak pokračoval ve studiích, roku 1994 získal doktorát teologie v oblasti církevních dějin na Papežské teologické akademii v Krakově, v roce 2000 se habilitoval v oblasti historie. Působil v pastoraci, ale také jako vyučující církevních dějin, duchovní vůdce, komentátor v televizi, žurnalista, byl i odborně poublikačně činný. V letech 2007–2011 byl rektorem krakovského semináře. Roku 2011 byl jmenován titulárním biskupem diecéze Arcavica a pomocným v krakovské arcidiecézi. V roce 2017 jej papež František jmenoval sídelním arcibiskupem-metropolitou lodžským.

## Kardinálská kreace
V neděli 9. července 2023 papež František ohlásil, že v konzistoři dne 30. září 2023 jmenuje 21 nových kardinálů, mezi nimi i Monsignora Ryśe. V konzistoři dne dne 30. září 2023 jej také skutečně kreoval.